# Piłka ręczna na Igrzyskach Panamerykańskich 2019
Turnieje piłki ręcznej na XVIII Igrzyskach Panamerykańskich odbyły się w dniach 24 lipca – 5 sierpnia 2019 roku w peruwiańskim mieście Lima.
Był to dziewiąty turniej męski i ósmy żeński w historii tej imprezy. Udział wzięło w nim łącznie 240 sportowców w szesnastu drużynach, które wywalczyły prawo do uczestnictwa we wcześniejszych eliminacjach. Spotkania odbywały się w Centro Deportivo Panamericano.
Zgodnie z systemem kwalifikacji do turnieju piłki ręcznej rozgrywanego podczas Letnich Igrzysk Olimpijskich 2020, zarówno wśród mężczyzn, jak i kobiet awans do niego uzyskał zwycięzca turnieju, natomiast jego finalista otrzymał szansę gry w światowych turniejach kwalifikacyjnych.
Szósty tytuł z rzędu zdobyły reprezentantki Brazylii, w trzeciej kolejnej edycji pokonując w finale Argentynki, wśród mężczyzn triumfowali zaś Argentyńczycy w finale pokonując reprezentację Chile.

## System rozgrywek
Zarówno w męskich, jak i żeńskich zawodach startowało po osiem zespołów podzielonych na dwie grupy po cztery zespoły. Turniej kobiet rozegrany został w dniach 24–29 lipca, a męski 30 lipca – 5 sierpnia 2019 roku. Losowanie grup odbyło się na początku marca 2019 roku.

## Zakwalifikowane zespoły
System kwalifikacji przewidywał dla każdej z płci awans dla gospodarza, finalistów bądź medalistów regionalnych igrzysk, zwycięzcy dwumeczu w Ameryce Północnej oraz triumfatora turnieju ostatniej szansy.
| Kwalifikacja                               | Data                       | Miejsce         | Miejsca | Mężczyźni                   | Kobiety                         |
| ------------------------------------------ | -------------------------- | --------------- | ------- | --------------------------- | ------------------------------- |
| Gospodarz                                  | –                          | –               | 1       | - Peru                      | - Peru                          |
| Igrzyska Ameryki Południowej 2018          | 27 maja – 6 czerwca 2018   | Sacaba          | 2       | - Brazylia - Argentyna      | - Brazylia - Argentyna          |
| Igrzyska Ameryki Środkowej i Karaibów 2018 | 20 lipca – 1 sierpnia 2018 | Barranquilla    | 3       | - Kuba - Portoryko - Meksyk | - Dominikana - Portoryko - Kuba |
| Dwumecz USA–Kanada                         | 2–5 września 2018          | Auburn Montreal | 1       | - Stany Zjednoczone         | - Stany Zjednoczone             |
| Turniej eliminacyjny                       | 26–28 marca 2019           | Meksyk          | 1       | –                           | - Kanada                        |
| Turniej eliminacyjny                       | 11–13 kwietnia 2019        | Santiago        | 1       | - Chile                     | –                               |

## Podsumowanie

### Klasyfikacja medalowa
| Klasyfikacja medalowa | Klasyfikacja medalowa | Klasyfikacja medalowa | Klasyfikacja medalowa | Klasyfikacja medalowa | Klasyfikacja medalowa |
| Miejsce               | Reprezentacja         | Złoto                 | Srebro                | Brąz                  | Razem                 |
| --------------------- | --------------------- | --------------------- | --------------------- | --------------------- | --------------------- |
| 1                     | Argentyna             | 1                     | 1                     | 0                     | 2                     |
| 2                     | Brazylia              | 1                     | 0                     | 1                     | 2                     |
| 3                     | Chile                 | 0                     | 1                     | 0                     | 1                     |
| 4                     | Kuba                  | 0                     | 0                     | 1                     | 1                     |
| Razem                 | Razem                 | 2                     | 2                     | 2                     | 6                     |

### Medaliści
| Konkurencja | 1. miejsce | 2. miejsce | 3. miejsce |
| ----------- | ---------- | ---------- | ---------- |
| Mężczyźni   | Argentyna  | Chile      | Brazylia   |
| Kobiety     | Brazylia   | Argentyna  | Kuba       |